# Huernia pillansii
Huernia pillansii är en oleanderväxtart som beskrevs av Nicholas Edward Brown. Huernia pillansii ingår i släktet Huernia och familjen oleanderväxter. Inga underarter finns listade i Catalogue of Life.